# Alfred Dahlgren

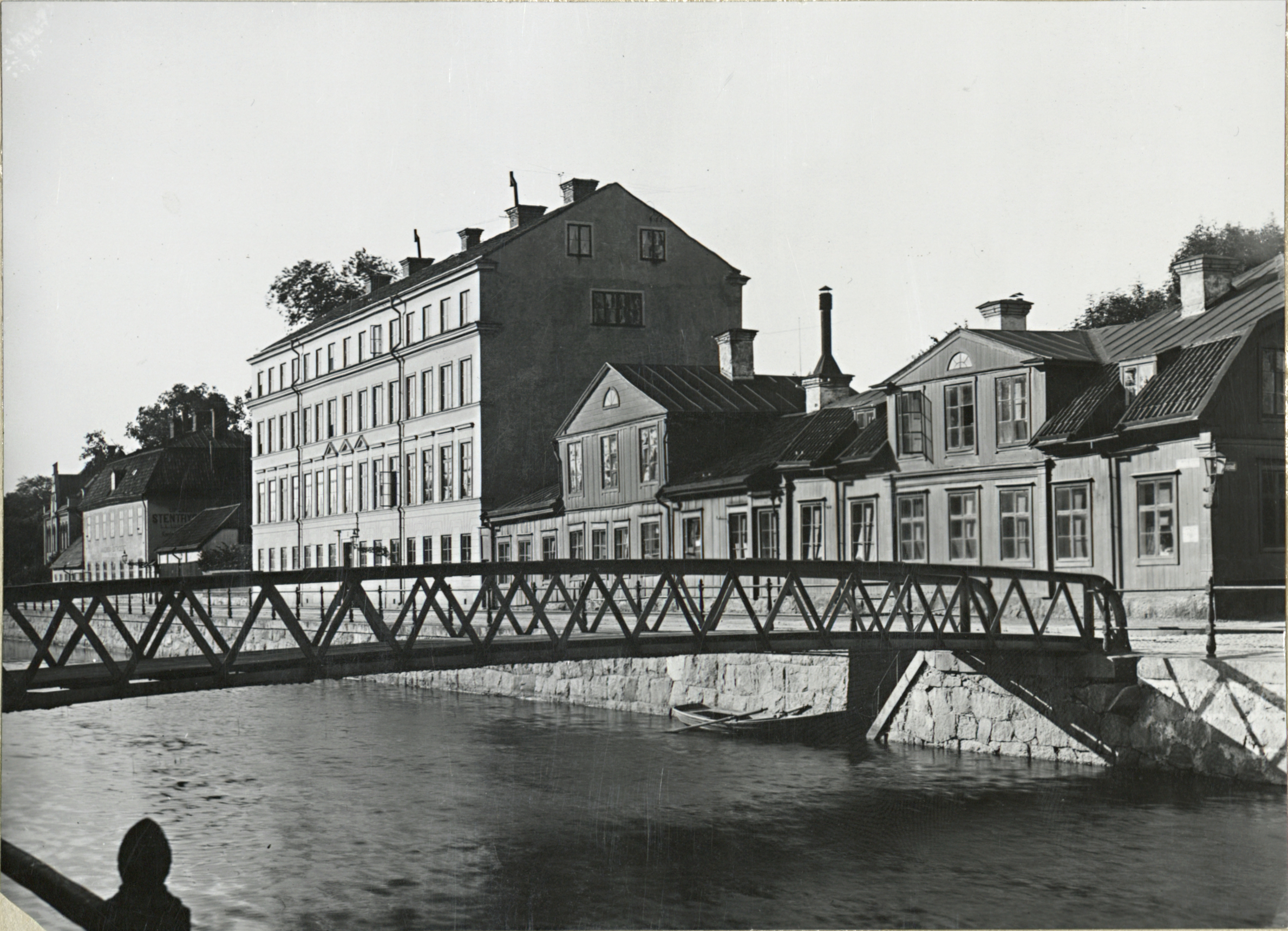
Västgötaspången över Fyrisån, Uppsala 1901–02.

Alfred Dahlgren, född 30 mars 1861 i Skoghall, död 11 juni 1908 i Uppsala, var en svensk fotograf som var verksam i Uppsala 1890–1908. 
Alfred Dahlgren fotograferade åren 1901–02 och 1908 Uppsalas bebyggelse på uppdrag av Uppsala stad. Upplandsmuseet har glasnegativen i sina samlingar.
Han genomgick utbildning till fotograf både i Stockholm och i Tyskland. År 1890 öppnade han en egen fotoateljé på Dragarbrunnsgatan 48 i Uppsala. Porträttfotograferingen var hans viktigaste inkomstkälla. Han övertog efter hand rollen som stadens ledande fotograf efter Henri Osti.
Dahlgren ligger begravd på Uppsala gamla kyrkogård.

## Fotograferingen av Uppsala 1901–02 och 1908
År 1901 beslutade Uppsala stadsfullmäktige att staden skulle fotodokumenteras. Alfred Dahlgren fick uppdraget att ta 350 bilder, som skulle levereras inbundna i två exemplar. Åtminstone ett band finns på Uppsala stadsbibliotek idag. Glasnegativen finns sedan 1950-talet i Upplandsmuseets ägo.
På vardagarna var Alfred Dahlgren bunden av arbetet i porträttateljén. Han kunde endast fotografera staden på söndagsförmiddagarna, vilket medfört att bilderna är mer eller mindre folktomma.
År 1908 fick han i uppdrag att komplettera den första omgången bilder. Då tillkom bilder på stadens utkanter och många gårdsinteriörer från gamla stadsgårdar. Samma år avled Alfred Dahlgren och hans änka fick leverera de sista bilderna.
Upplandsmuseet har 540 glasnegativ efter Alfred Dahlgren i sin ägo.